# Acul-du-Nord
Acul-du-Nord (em crioulo haitiano:  Akil dinò), é uma comuna do Haiti, situada no departamento do Norte e no arrondissement de Acul-du-Nord
De acordo com o censo de 2003, sua população total é de 51337 habitantes.